# Вольфганг Пушніг
Вольфганг Пушніг (нім. Wolfgang Puschnig; нар. 21 травня 1956, Клагенфурт, Австрія) — австрійський джазовий музикант та композитор. Грає на саксофоні, флейті, бас-кларнеті.

## Життєпис

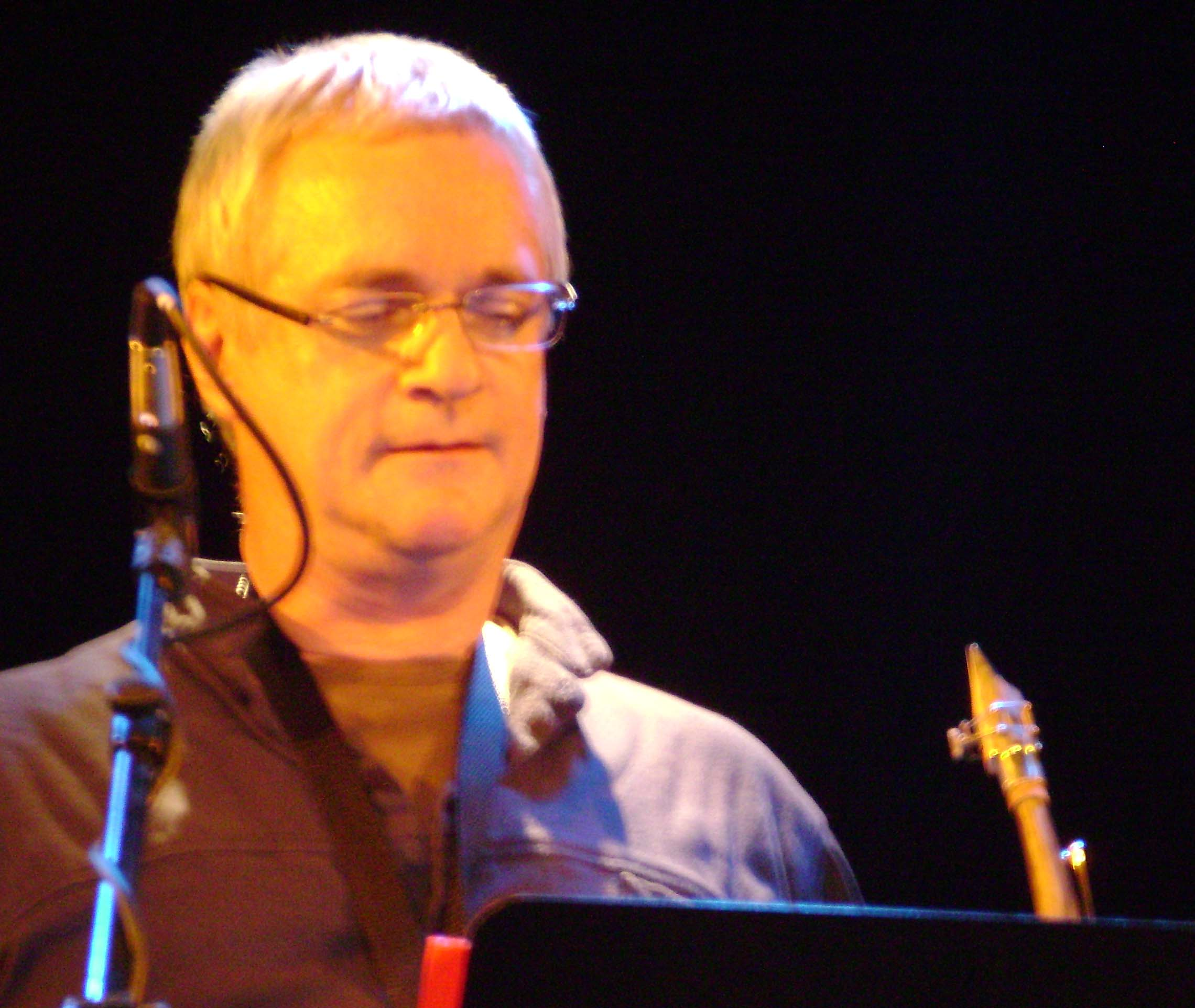
Пушніг під час концерту, 2008 рік

Народився 1956 року в Клагенфурті, Австрія. Після навчання на саксофоні та флейті у Віденській консерваторії разом із Матіасом Рюеґґом став засновником Віденського художнього оркестру в середині 1970-х років. Тут він працював до 1989 року. Був залучений до проектів Ернста Яндля, в яких брала участь також Лорен Ньютон. Він також грав з Гансом Коллером на початку 1980-х, з квартетом «Air Mail» і «Saxofour». У середині 1980-х Карла Блей привела його до своїх музичних груп. Працював з Вольфгангом Міттерером, Улі Шерером, Джамааладіном Такумою і своєю давньою партнеркою Ліндою Шаррок в різних групах, а також співпрацював з Райнгардом Флатішлером, Гербертом Йосом, Крістофом Лауером і Мішелем Годаром. 1991 року разом із джазовими музикантами та музикантами Амштетена (останній раз на JazzFest Berlin 2006 та Musikfest Waidhofen / Thaya 2007) розпочав проект «Альпійські аспекти». Крім того, він неодноразово виступав з корейським ансамблем ударних інструментів SamulNori.
Він є професором Віденського університету музики й виконавського мистецтва і колишнім керівником кафедри популярної музики цього закладу.

## Відзнаки
- Премія Ганса Коллера «Джазовому музиканту року» (1998)
- Відзнака Каринтії (2003)
- Перший музикант, що отримав статус почесного доктора Клагенфуртського університету (2004)
- Культурна премія Каринтії (2022)

## Дискографія

### Альбоми
- Pieces Of The Dream (1988)
- Alpine Aspects (1991)
- Mixed Metaphors (1995)
- Dream Weavers (1997)
- Roots & Fruits (1998)
- Aspects (1999)
- Chants (2001)
- Things Change: The 50th Anniversary Box (2006)

### Колаборації
з Ернстом Яндлем
- Bist Eulen? (1984)
- Vom Vom Zum Zum (1988)

з «Air Mail»
- Prayer For Peace (1985)
- Light Blues (1988)
- Light Blues (2001)

з «AM 4»
- ... And She Answered (1989)

з «Red Sun Samulnori»
- Red Sun Samulnori (1989)
- Then Comes The White Tiger (1994)
- Nanjang - A new Horizon (1995)

з Карлою Блей
- The Very Big Carla Bley Band (1991)
- The Carla Bley Big Band Goes to Church (1996)
- 4x4 (2000)
- Looking for America (2003)
- Appearing Nightly (2008)

з Паулем Урбанеком та Гансом Коллером
- The Hans Koller Concept (2000)
- The Hans Koller Concept 2 (2002)

з «Vienna Art Orchestra»
- Tango from Obango (1980)
- Concerto Piccolo (1981)
- Suite for the Green Eighties (1982)
- From No Time to Rag Time (1983)
- The Minimalism of Erik Satie (1984)
- A Notion in Perpetual Motion (1985)